# Vektorgrafik

Ett exempel på vektorgrafik mot rastergrafik. Den ursprungliga vektor-baserade illustrationen är till vänster. Den övre bilden till höger är 7x förstoring som en vektorbild. Den undre bilden till höger illustrerar samma förstoring men som en bitmap. Rasterbilder är uppbyggda av pixlar vilket innebär att förstoring resulterar i att man förlorar skärpa, medan vektorbaserade bilder baseras på kurvor och därför kan förstoras oändligt utan att mista kvalitet.

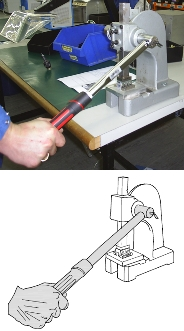
Vektorgrafik är bra för att ta bort onödiga detaljer i bakgrunden och används ofta i till exempel manualer.

Vektorgrafik består av geometriska primitiver, såsom punkter, linjer, cirklar och dylikt, som tillsammans beskriver en bild. Detta till skillnad från rastergrafik (bitmaps) som enbart består av bildpunkter/pixlar. I princip all form av modern 3D-modellering görs med hjälp av vektorbaserad teknik. Eftersom alla geometriska primitiver kan förstoras eller förminskas hur mycket som helst kan man i teorin skala vektorgrafik upp eller ner hur mycket som helst utan att bilden blir suddig eller tar större plats. I praktiken måste man emellertid i de flesta fall omvandla vektorerna till bildpunkter i sista steget innan visning på bildskärm eller utskrift i skrivare och då kommer man att finna att vissa skalor ger bättre bilder än andra beroende på avrundningsfel.
I princip alla datorsystem visar rastergrafik på bildskärmen. En vektorbild konverteras av grafikkortet till en rasterbild innan den visas på skärmen, och hela skärmen ritas om många gånger i sekunden.

## Historia
Från och med datorernas barndom på 1950-talet ända fram till 1980-talet använde många datorer sig av en annan form av grafiksystem, nämligen det vektorbaserade systemet.
Dessa system styrde CRT-skärmarna mycket mer direkt, och varje form ritades upp linje för linje, medan resten av skärmen behölls svart. Processen repeterades åtskilliga gånger per sekund för att åstadkomma en nära nog perfekt återgivning av grafiken på skärmen
Dessa system tillät väldigt högupplösta bilder och animationer att visas utan att man behövde, för den tiden, de otänkbara mängder grafikminne som skulle behövas för att visa samma grafik med ett rasterbaserat system.
En plotter används för att skriva ut resultaten på papper, och den fungerar på samma sätt genom att rita upp vektorerna direkt på papper.
Några system som använde sig av vektorbaserad grafik var Digital:s GT40 , spelsystemet Vectrex , men även vissa arkadspel som Asteroids och Space Wars.

## Teknik
Antag en cirkel med en radie r. De huvudsakliga faktorerna ett program behöver för att rita cirkeln är
1. Radien r
2. Koordinater för centerpunkten av cirkeln
3. Omkretslinjens stil eller färg (eller transparent)
4. Färger eller stiler associerade med cirkelns area (eller transparent)

Om cirkeln istället hade ritats ut med rastergrafik så skulle cirkeln behövts konverteras till bildpunkter. Vektorgrafik är med andra ord utmärkt när ett objekt enbart inkluderar geometriska former, men mindre tydligt vid normala fotografier med stora färgskillnader.
Fördelar gentemot rastergrafik:
- Denna minimala informationsmängd ger en mycket mindre filstorlek jämfört med större rasteriserade bilder (storleken på filen är inte beroende av dimensionerna på objektet)

- Att förstora bilder gör dem inte mosaik-liknande, utan former som till exempel en cirkel kan zoomas in och fortfarande vara mjuka i linjerna.

- Vid inzoomning blir inte linjer och kurvor proportionellt bredare. Ofta är bredden antingen inte ökad, eller mindre än proportionell. Å andra sidan kan oregelbundna kurvor representerade av enkla geometriska former göras proportionellt bredare vid inzooming, för att få dem att se mjuka ut.

- Parametrarna för objektet lagras och kan senare modifieras. Detta betyder att även om man flyttar, skalar, roterar, fyller etc. så försämrar detta inte bildkvalitén.

## 3d-modellering
Inom 3d-modellering används nästan uteslutande vektoriserade representationer. Rastergrafik kan användas för speciella ändamål, till exempel yttexturer.

## Objektgrafik
Objektgrafik är en helt skalbar metod att representera linjer, kurvor, ytor, former och kulörer med matematiska uttryck. Koordinater i bilden, ankarpunkter, bestämmer var linjer börjar och slutar. Linjerna tillsammans med ankarpunkter kallas Bezierkurvor.